# أنانت أغاروال
أنانت أغاروال (بالإنجليزية: Anant Agarwal) هو مهندس وعالم حاسوب أمريكي، ولد في 1959 في دلهي في الهند.

## وصلات خارجية
- الموقع الرسمي